# تشارلز ميلارد برات
تشارلز ميلارد برات (بالإنجليزية: Charles Millard Pratt)‏ هو شخصية أعمال أمريكي، ولد في 2 نوفمبر 1855، وتوفي في 27 نوفمبر 1935 في غلين كوف في الولايات المتحدة.